# Urdari
Urdari è un comune della Romania di 3140 abitanti, ubicato nel distretto di Gorj, nella regione storica dell'Oltenia.
Il comune è formato dall'unione di 3 villaggi: Fântânele, Hotăroasa, Urdari.